# 페인트 (소설)
《페인트》(영어: Paint)는 대한민국의 소설가인 이희영의 소설이다. 2019년 4월 19일에 출간되었으며 2018년에 열린 제12회 창비청소년문학상을 수상하였다. 보호자가 없어 국가의 고아원에서 자란 아이들이 직접 부모를 면접으로 선발하는 독특한 내용이 주를 이룬다.

## 줄거리
제누301은 국가의 보육원이라 불리는 NC센터에 살고 있다.
NC센터는 현재로부터 150년후 저출산 시대는 벗어났지만,사람들은 아이들을 키우기 꺼려하자 국가 보육원을 만든다.
그 보육원은 NC센터,퍼스트 센터,세컨드 센터,라스트 센터로 나뉜다.

제누 301도 그중 하나이다.NC센터에서는 "부모와 아이를 이어주는 일."을 페인트 라고 한다.제누 301은 첫번째로 라스트 센터에서 페인트를 했다.제누는 가디와 함께 카페에 가,부모 면접을 보지만 제누는 그들이 100만점에 15점 이라고 생각했다.

## 등장인물
- 제누 301 : 이야기의 주인공임
- 아키 505 : 제누의 룸메이트,한 노부부에게 입양가서 행복하게 지냄
- 노아 208 : 제누의 친구,VR을 즐겨함
- 최 : NC센터의 직원
- 박 : NC센터장